# Ablū
Ablū (persiska: ابلو, Ablalū) är en ort i Iran.   Den ligger i provinsen Östazarbaijan, i den nordvästra delen av landet, 500 km nordväst om huvudstaden Teheran. Ablū ligger 1 828 meter över havet och antalet invånare är 207.
Terrängen runt Ablū är kuperad, och sluttar söderut. Runt Ablū är det ganska glesbefolkat, med 27 invånare per kvadratkilometer. Närmaste större samhälle är Ahar, 19,6 km sydost om Ablū. Trakten runt Ablū består i huvudsak av gräsmarker.